# Bianca Stănică
Bianca Lorena Stănică (27 augustus 1997) is een langebaanschaatsster en shorttrackster uit Roemenië.
Op de Wereldbeker voor junioren in 2019/20 reed Stănică op de 1500 meter naar een bronzen medaille in het eindklassement.
In seizoen 2021/22 reed ze de 500 meter op de Wereldbeker schaatsen in de B-poule.

## Records
| Afstand    | Tijd    | Datum            | Baan           |
| ---------- | ------- | ---------------- | -------------- |
| 500 meter  | 39,88   | 3 december 2021  | Salt Lake City |
| 1000 meter | 1.18,12 | 4 december 2021  | Salt Lake City |
| 1500 meter | 2.00,81 | 21 november 2021 | Calgary        |
| 3000 meter | 4.22,75 | 19 oktober 2019  | Inzell         |
| 5000 meter | 7.53,29 | 26 februari 2019 | Inzell         |

bijgewerkt december 2021

## Resultaten
| Jaar | WK Junioren |
| ---- | ----------- |
| 2015 | 51e 500m    |